# Zamyślenie
Zamyślenie – wiersz autorstwa Bolesława Leśmiana z 1920 (tom Łąka). Ma charakter programowy, jednak nie w stylu manifestu, czy eseju, ale raczej dzieła poetyckiego traktującego o poezji. Utwór dialoguje z tradycją romantyczną, z jej symboliką i mitologią, w tym kwestią boskości artysty.
Podmiotem lirycznym wiersza jest poeta, ale raczej nie sam autor, lecz jego porte-parole. Ukazuje on w utworze swój stosunek do poezji w bardzo rzeczowej płaszczyźnie, materializując sztukę poetycką. Według podmiotu poezja nie przychodzi pod naporem natchnienia lub z potrzeb duszy, ale z zewnątrz. Nie jest owocem objawienia ze strony bóstw, czy mocy irracjonalnych, ale żywiołem przyrodniczym. Poeta wsłuchując się w te żywotne odgłosy odkrywa je i nadaje im kształt (formę) będąc de facto nie kreatorem, ale raczej odkrywcą zjawisk już istniejących, swoistym tłumaczem i znawcą natury, a nawet magiem, któremu udaje się dostrzec rzeczy ukryte dla przeciętnych. W strofie trzeciej mowa jest wręcz o identyfikacji poety z naturą. Pierwsze dwa wersy wyrażają dumę poety ze swojej poetyckiej niewiedzy, traktując ja jako wartość.
Sama poezja przybywa z lasów i wymaga oswojenia, jest jakby dzikim, niespokojnym zwierzęciem. Leśmian określa poezje mianem pieśni, pisze też o śpiewaniu, co ma korzenie w starej tradycji różnicowania poezji od innych gatunków wypowiedzi.
W ostatniej, mającej ściśle programowy charakter, strofie autor podaje koncepcję procesu twórczego odmalowując postać poety, jako ostatecznego miejsca gdzie poezja się tworzy, dojrzewa i krystalizuje, ale za pomocą własnych sił, nie zaś poprzez indywidualną kreację poety.
Bliski tematycznie Zamyśleniu jest inny wiersz Leśmiana - Poeta, z tomu Napój cienisty.